# 露月院
露月院（ろげついん）は、安土桃山時代の女性。豊臣秀次の処刑された娘。

## 略歴
『 聚楽物語』によると、生母は中納言局・御亀御前（於亀の前）と呼ばれた女性で、摂津国小浜（毫摂寺）の僧・毫摂寺善助の娘である。彼女は正二位権中納言・持明院基孝の養女とされていたことから「中納言」と称されていた。
文禄2年（1593年）、淀殿が第二子・拾（秀頼）を出産すると、『駒井日記』によれば、豊臣秀吉はこの我が子と、秀次の1歳になったばかりの娘とを婚約させる意向を表明したという。この女児は、露月院とは寺伝による享年と歳が合わないが、彼女のことであるとする説と、瑞龍寺の過去帳にある「妙亀童女」（八百姫）という法名の夭折した秀次の別の娘であるとする説がある。
文禄4年（1595年）、秀次の自害後、秀吉の命令でその一族が処刑された際、露月院は、秀次の妻妾に先だって三条河原で処刑された5名の公達・姫君の1人であった。
『大かうさまくんきのうち』では、母親たちにすがりついていたが、姫君は処刑人（河原の者）が「逃れられないもの」と言うやいなや引きはがされ、二刀のもとに殺され、心臓を突かれて絶命したとし、その様子は鬼神よりも恐ろしい所業であったと、生々しく描写されている。
浄土宗慈舟山瑞泉寺にある秀次公一族の法名を記した名簿によると、享年9で、戒名は露月院殿誓槿大童女。ただし日蓮宗（本圀寺の末寺である）瑞龍寺の過去帳に彼女についての記載はない。